# Аксентьевич, Никола
Никола Аксентьевич (серб. Никола Аксентијевић; родился 9 марта 1993, Крагуевац, СФРЮ) — сербский футболист, защитник клуба «Явор». Выступал за сборную Сербии.

## Клубная карьера
Аксентьевич начал играть в футбол в своём родным клубом «Раднички» (Крагуевац). Впоследствии он перешел в молодежную академию «Партизана» в 2006 году. В октябре 2010 года, из-за отсутствия многочисленных игроков, задействованных в сборной, Аксентьевич был одним из пяти юниоров, которые были приглашены в первую команду на перепланированный кубковый матч против «Младости» (Апатин) 6 октября 2010 года. В том матче он дебютировал за клуб, который выиграл со счетом 6:0.